# Rancho el Cerrito
Rancho el Cerrito är en ort i Mexiko.   Den ligger i kommunen Tenango del Valle och delstaten Mexiko, i den sydöstra delen av landet, 60 km sydväst om huvudstaden Mexico City. Rancho el Cerrito ligger 2 606 meter över havet och antalet invånare är 177.
Terrängen runt Rancho el Cerrito är kuperad åt sydväst, men åt nordost är den platt. Runt Rancho el Cerrito är det tätbefolkat, med 397 invånare per kvadratkilometer. Närmaste större samhälle är Metepec, 18,5 km norr om Rancho el Cerrito. I omgivningarna runt Rancho el Cerrito växer huvudsakligen savannskog.